# سیارک ۲۹۰۸۵
سیارک ۲۹۰۸۵ (به انگلیسی: 29085 Sethanne، نامگذاری:1979SD) بیست و نه هزار و هشتاد و پنجمین سیارک کشف شده‌است که در ۱۷ سپتامبر ۱۹۷۹ کشف شد.